# Kiko Veneno

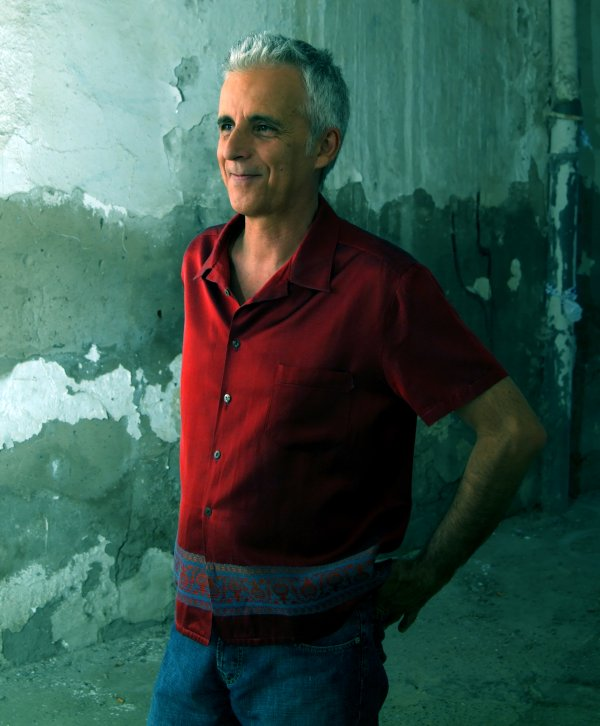
Kiko Veneno

José María López Sanfeliu (Figueras, Gerona, 1952) is een Spaans musicus, bekend onder de naam Kiko Veneno.

## Biografie
Kiko Veneno is de zoon van een militair. Hij studeerde taalwetenschappen en filosofie. Hij speelde met veel popmuzikanten samen en werd sterk beïnvloed door mensen als Frank Zappa en Bob Dylan.
In strikte zin is Kiko Veneno geen flamenco artiest, maar werd hij, enigszins verbazingwekkend, wel bekend door de flamenco. Dit omdat hij in 1975 de gebroeders Rafael en Raimundo Amador ontmoette.
Ofschoon zijn muziek onmiskenbaar flamenco invloeden bevat, zijn er daarnaast veel elementen uit de pop, de rock en blues. In de band Veneno die hij met Raimundo en Rafael Amador in 1977 formeerde, schuurde hij tegen flamenco aan. Hun lp werd geproduceerd door Ricardo Pachón, met wie hij in 1979 La Leyenda Del Tiempo voor Camarón zou produceren. Hoewel de band na een jaar niet echt succesvol ter ziele ging, liet hij onmiskenbaar diepe sporen achter in de evolutieontwikkeling van de flamenco en de fusie met andere muziekgenres, vooral pop. De band Veneno wordt door velen als de pionier van de flamenco fusión gezien. Ofschoon Kiko Venero zelf zegt dat er invloedrijke voorgangers als de band Triana waren.
Als soloartiest is hij bekend om zijn pakkende teksten, zeer simpel, tegelijkertijd intelligent, prikkelend en vol humor en ironie. Hij schreef vele nummers voor Pata Negra en Martiro. Verder leverde hij tekst en muziek voor de revolutionare lp van Camarón "La Leyenda Del Tiempo". Volando Voy, het nummer dat Camarón onsterfelijk maakte, is van zijn hand.

## Discografie

### Veneno
- Veneno (CBS, 1977).
- El pueblo guapeao (Twins, 1989).

### Kiko Veneno
- Seré mecánico por ti (Epic, 1981).
- Si tú, si yo (Epic, 1984) - maxisingle.
- Pequeño salvaje (Nuevos Medios, 1987).
- Échate un cantecito (BMG Ariola, 1992).
- Está muy bien eso del cariño (BMG, 1995).
- Punta Paloma (BMG, 1997).
- Puro veneno (BMG, 1998) – heruitgave van zijn hits, uitgevoerd als duo of met andere artiesten. Bevat ook twee liederen die hij schreef voor anderen maar nooit zelf opnam: "Volando voy" en "Los mánagers".
- La familia Pollo (BMG, 2000).
- El hombre invisible (Elemúsica, 2005) – hereditie uit 2006 voor Virgin met DVD met een nieuw nummercon, met videoclips en een docu over het opnemen van een plaat.
- Dice la Gente (Warner, 2010).

### Kiko Veneno met Pepe Begines
- Gira mundial (Elemúsica, 2002).

### G5
- Tucaratupapi (Elemúsica/Virgin, 2007), verenigd met Los Delinqüentes, Muchachito en Tomasito.

### Verzamelalbums
- Un ratito de gloria (BMG, 2001) - bevat een nooit eerder uitgebracht nummer en een ander album: "Torrente".